# 人形峠 (漫画)
『人形峠』（にんぎょうとうげ）は、方條ゆとり、望月菓子合作による日本の漫画作品。2015年（平成27年）12月31日より漫画アプリ「GANMA!」にて隔週日曜日更新で連載を開始した。
2018年（平成30年）7月29日より同サイトでムービングコミック化され、全12話が順次配信された。
2021年（令和3年）2月7日より第2部帰惨編がスタート

## あらすじ
城南高校2年C組は毎年恒例の行事である農村体験のため、幸神村へ3泊4日でホームステイする事になった。青井賢登、伊万里舞、藤崎みなも、深沢皐、石上春也ら3班は兼業農家の支倉家に泊まる。支倉家には蔵があるが、「あそこへは行っちゃダメ」と行かないように言われる。その夜、地震が発生し、幸神村へ繋がる人形峠トンネルが崩落する。

## 登場人物
「声」はムービングコミック
のもの。

### 城南高校2年C組
3班を除いて、班は数字順に記述する。

#### 3班
支倉家に宿泊
青井 賢登（あおい けんと）
声 - 八代拓
本作の主人公。深沢皐の親友。支倉正造がついた嘘から支倉家の蔵に興味をもち、勝手に侵入した所、ひな(人形)に出会い、これ以降、幻覚を見てしまう。他の3班のメンバーの手によって拘束されていたが、どういうわけか拘束を抜け出し、蔵で死亡しているのを発見され、本作最初の犠牲者となった。生前は城南高校生徒のSNS観察が趣味で、結果として伊万里が希得の秘密をバラした張本人であることを知る。その事を庇ったことで春原鈴蘭からは憎悪の対象となっている。長らく死亡の原因が不明だったが、122体目での伊万里舞の証言により、彼女によって殺害されていた事が判明する。
主人公であるにも関わらず、早々と退場してしまった為、主人公だと認知されていないことが多い。本人も後書きなどでネタにしている。
性格はかなり悪くSNSでクラスメイトの本性を暴くことを趣味としており、伊万里舞の事はおまけ程度と考えていたが森野希得の裸の写真をSNSで上げた件や風置の家が大金持ちだと言うことをいじめっ子たちに伝えた事を非難、その結果伊万里に殺されてしまう。
伊万里 舞（いまり まい）
声 - 小野早稀
ショートヘアが特徴。控えめな性格。宵子の証言によると、青井賢登に好意を抱いていた様子。転校が多い。控えめな性格の為か前の学校では精神的、肉体的いじめを受けており、それらをネタに現在でも脅されている。城南高校ではみなもと親友になったことで守られていたが、上記の件をSNSに拡散すると脅された事で森野希得の秘密を拡散して、炎上の原因を作ってしまう。その事で春原鈴蘭から青井賢登同様、憎悪の対象となっている。青井賢登死亡後、部屋で寝ていた所を何者かにより殺害されてしまう。     　
122体目で実は生きていた事、そして作中の同級生達より年上であることが皐に対してバレてしまい、その流れで青井賢登を殺害した事も明かしてしまう。現時点では工藤が死に際に言い残した2人目の殺人鬼である可能性が高い。
森野希得以外にも自分がいじめられたくないと言う理由から6班の風置の家が大金持ちであるというウワサを流しカツアゲのターゲットに仕向ける。青井からは自分は特別ではない、クズだと罵られる。自分が嫌われるのは陰湿で嘘つきだからと言うことに気が付いておらず、周りの人がヤな人ばかりでみんなが自分をいじめると現実逃避していたがその事を青井に突きつけられてしまう。
藤崎 みなも（ふじさき みなも）
声 - 千本木彩花
3班班長。ツインテールの髪型が特徴。王道的なツンデレで深沢皐に好意を抱いている。料理を作るのが上手で皐に対し、お弁当を渡した事もある様子。本作開始少し前からストーカーからのメールに怯えている。舞の死亡後は工藤と共に行動していたが、彼の猟奇的な本性の前に一度絞殺されかけてしまうが、皐により救出される。賢登・舞の死亡後、人形様の幻覚を見て壊れ2人はまだ生きていると思うようになる。
深沢 皐（ふかさわ さつき）
声 - 寺島惇太
ほぼ常にフードを被っている。予知夢を見る、陰のある少年。現在は一人暮らしでバイト暮らし。旧姓は三家本。
賢登が死亡してからは物語の実質的な主人公。元々は母親と二人暮らしだったが、母親が下記の件で死亡後、現在の深沢家に引き取られるが、深沢家の人々が自分のせいで色々と我慢している事が原因で高校入学を機に一人暮らしとなっている。それらの経験から自分は必要のない人間と考えている事をみなもに対して吐露している。本作途中で殺人鬼である工藤に対し、本気で殺害する寸前まで追い込んでおり、彼から自分と同類だと評価されている。昔、幸神村に仕事できていた母を迎えに来た際に母が村人に殺害されバラバラにされる所を目撃しており、トラウマとなった記憶に鍵をかけていたが、幸神村での日々の中で過去の記憶を呼び起こす。それ以降は現世に帰る為に奔走する。
石上 春也（いわかみ しゅんや）
声 - 宮下雄也
3班のムードメーカー。関西弁を話す。言動がチャラく、相手との距離が近いが、嘘をつくのが苦手らしく、事前に打ち合わせをしていたにも関わらず、宵子がその場にいない賢登の所在を聞いただけで慌てまくってしまう始末。その顛末を見ていた皐からはヘタレと突っ込まれている。賢登、舞の死亡後は単独行動をしようとする皐をこれ以上誰かが死んで欲しくないと諫めたり、宵子に対して俺が守ってやると伝えられる真っ直ぐな一面を持つ。キュウリが嫌いで、金留家で食事を出された際は皐の味噌汁に移動させている。ただ、それが功を奏して金留の罠にかからずに殺害ギリギリで逃走に成功している。人形集めの中で情緒不安定になりかけるが、それが人形の影響なのかどうかは定かではない。

#### 1班
長壁 直人（おさかべ なおひと）
声 - 石井マーク
人気者のクラス委員長。担任の高取のことを「トリちゃん」と呼ぶなど軽い性格。
良くも悪くも委員長らしい一面を持つ。底抜けの明るさを持ち、人の善性を純粋に信じている。その為、野々宮と風置からは他の班で起こっている事や村人の裏切りを伝えられていない。野々宮達と合流してからは共に行動している。1班に戻ってきた際に他のメンバーがおかしくなった事を受け止めきれなかったのか、自分もおかしくなってしまう。野々宮の機転でバスなどで撮った写真を野々宮達に見せる。野々宮に対しては風置に女としてどうなのかと聞いており、彼女を異性として意識している様子。意外にも嫉妬深いようで風置と野々宮が二人きりになった際には疎外感を感じている。
森野 希得（もりの のえる）
兎耳のパーカーを被っている、メルヘンチックな妄想が好きな不思議キャラ。SNSで多数のフォロワーを持つ。春原、来島とは幼馴染み。
実は男でその事を3班の舞から着替え中のムービーを裏サイトで動画ごと流される。自分を女としてみてくれる陽太に嫌われたくないと思っている。他のメンバーと共に人形様の幻覚を見て倉に閉じ込められる。
白田 陽太（しろた ようた）
声 - 堀江瞬
愛称シロの小動物少年。希得が好き。
隠し事をする希得達や泊まり先の家の冷蔵庫で人間の足を見つけ3人と村人はグルなのではないかと疑うもその後元気がないように見えた自分の為にサプライズパーティーを開いてくれていたのだと知り3人と仲直りしたが、5班の野々宮達が駆けつけた頃には全員人形様の幻覚でおかしくなり倉に閉じ込められる。
春原 鈴蘭（すのはら すずらん）
希得とはメルヘン妄想仲間。長壁ファンクラブ会長。
希得の秘密を暴いた舞とそれを庇う賢登を誰よりも憎んでいる。元気がない白田の為に倉でサプライズパーティーを行うが、人形様の幻覚を見ておかしくなり他のメンバーと共に倉に閉じ込められる。
来島 翔（くるしま しょう）
呑気な食いしん坊。
鈴蘭、希得とは秘密を知っている仲であり盗聴器を仕掛けた犯人を探しだし復讐する事を3人で誓う。3人で白田の為に倉でサプライズパーティーを開き人形様の幻覚を見て野々宮たちにより倉に閉じ込められる。
和泉迫 剣（いずみさこ つるぎ）
ストイックな武闘派少女。ニット帽を被っている。
現在は他のメンバーと離れ1人で行動している。

#### 2班
近衛家に宿泊
遠野 藍作（とおの あいさく）
小説のネタ探しの為に農村体験に参加する。自身の小説をバカにする人間を見返したい気持ちを心の奥底で持っている。初めはこの状況でも静観する水火土に対して非難していたが、非日常を小説のネタに使える事を彼女から反論され、善悪の感情を捨てて小説のネタ集めの為に謎を追いかける事、謎を解き明かす事を決める。その中でも良心は残っており、石上と宵子が2班を訪ねてきた際はあいつらに気付かれる前に立ち去れと忠告したり、田中が死んだと勘違いした際は膝から崩れ落ちたりしている。随所で各班の人間を陰ながら助けている。水火土との会話の中で自分達が10年前にいること、幸神村がもうじき滅ぶ事の真相を知る。
田中 孝雄（たなか たかお）
遠野を「遠野ちゃん」と呼んでおり、遠野の小説を応援している。田中自身はカメラマンで将来は遠野の小説の表紙になる写真を撮りたいという夢を持っている。その為、遠野も口では冷たく言ってあるものの内心は田中のことを大切に思っている。使っているカメラは祖父のもの。本作途中、園村と長楽寺に遠野のための人質となってしまう。その為、本来は優しい性格だが、村人の監視などやりたくない事を半ば強制的にやらされている。
長楽寺 縁（ちょうらくじ えん）
ご当地アイドル。牡蠣組のメンバー。
園村と共に人形様の幻覚にかかり、園村と共に暴走状態に陥る。その暴走具合は酷く、他人の命を奪う事に何の躊躇いもなく、遠野の水火土の敵討ちなら1人で十分だという発言に命の重さが一緒だとでも思うのかという人命差別ともとれる反論をしている。現在は田中と一緒に村人の監視を主に行なっている。
園村 空子（そのむら そらこ）
田中曰く、「スーパーお嬢様」。
生まれつき病弱なお嬢様という事で周りからは距離を置かれていたが、長楽寺の明るさに助けられる。他の班員と共に命の危険に晒されるが、長楽寺の危機と人形様の影響で幻覚にかかってしまう。その後は人形様を頭部を破壊し、さらに幻覚が悪化。本作品の登場人物の中で最も人形による人格変化が酷く、村の和尚を薙刀で殺害して串刺しにした。さらには遠野の協力を得る為に田中の命を人質にし、自分達がいる家に入ってくる者はクラスメイトでも皆殺しにするというとんでもない行動を平然と行おうとしている。
水火土 礼子（みかど れいこ）
田中曰く、「学校一の才女」。遠野を「遠野氏」と呼ぶ。幸神村が存在しない村であることを見抜いており、謎を解き明かそうとする。遠野に幸神村の記事が載っているオカルト雑誌『月刊オーパーツ』を見せる。
途中、何者かに殺されたように見せかけ生きており遠野に村の風習や村の日付が2006年であることを教えたりと遠野のネタ作りを手伝っている。その異常さは壱子から馬鹿げているとまで酷評されている。のちに遠野が見ていたのは幻覚の彼女であり、既に蔵を暴こうとして殺されていたことが判明した。

#### 4班
工藤 真理（くどう まこと）
腕を怪我した状態で支倉家を訪れ、他の4班のメンバーが殺されたと話しているが、実際は彼が4班の人間を全員殺害している。
本物のサイコパスで、幼少期から生物を殺す事に快感を感じている。父と母の会話を聞き普通でいなければ捨てられると思い、それ以来、普通の友達を作り、普通の彼女を作って日常に擬態していたが村で起こった事件をきっかけにタガが外れ自分の班のメンバーを殺害する。その後、縛り付けた皐を殴打し、みなもを絞殺寸前まで追い込むが、拘束を解いた皐に今度は自身が殺害寸前で追い込まれる。意識を取り戻したみなもの一言で殺されなかったものの、最後は自ら腹を切り、同類である皐と出会えて嬉しいと伝え、この村より地獄の方がマシだと笑いながら崖下に落ちて死亡したが、死の間際に自身以外の殺人鬼の情報を言い残した。伊万里舞の内に秘めていた異常さに同類だった故に気づいており、彼女の死亡工作にも一役買っている。
芝 唯臣（しば ただおみ）
工藤に殺害された4班のメンバーの1人。工藤からは非凡に憧れる平凡と酷評されている。
前空 玲音（まえぞら れおん）
工藤に殺害された4班のメンバーの1人。工藤からはバカっぽい普通の友達という評価を受けていた。
上河内 エミリ（かみごうち エミリ）
工藤に殺害された4班のメンバーの1人。
桜川 ふみ（さくらがわ ふみ）
工藤の彼女で、工藤に殺害された4班のメンバーの1人。工藤からは腹を裂いたら似合いそうだという評価を得ており、殺される際は工藤にとって最も綺麗だと思う殺され方をされてしまう。
中筋 綾乃（なかすじ あやの）
工藤に殺害された4班のメンバーの1人。

#### 5班
雪見 真子（ゆきみ まこ）
声 - 東城日沙子
妄想癖のある二次元オタク。メガネをかけていてそばかすがある。本作では度々、関との妄想をしているが、彼のマイペースぶりとバカっぷりに振り回されている。が、たまに顔の良さと何気ない一言でドキドキさせられている。漆谷花の日記を見つけ、水火土、遠野に続いて現在が10年前であることに気づく。
夏目 美海（なつめ みみ）
声 - 楠田亜衣奈
真子の友達。本作途中で野々宮の静止を振り切った結果、崖下に落下し、生死不明となってしまう。その後、崖下から飛び降りたせいか、現世に戻ってきており、高取に全員を助けてくれと懇願する。
野々宮 花恋（ののみや かれん）
声 - 花澤香菜
冷静沈着なロリータ。ガールスカウトの経験があり、山歩きや火の炊き方、果ては土砂崩れの予兆にも気づくほど。各班を風置、長壁と渡り歩きながら情報収集を行っている。その中で風置が何かあって一人でいたことも見抜くなど洞察力も鋭い。長壁からは好意を持たれているが本人がどう思っているのかは不明。
人気投票では圧倒的な人気を誇るキャラで名言も数多く生まれている。
関 翼（せき つばさ）
声 - 増田俊樹
女子に人気のイケメンサッカー部員。クールかつマイペース。色黒で右目尻にホクロがある。意外にもバカで女心が分かっていない様子で雪見に対して割と失礼なことを何度か言って怒らせている。騒がしいのが嫌いらしく、女子も静かそうなメンバーを選んだほど(雪見は煩いと感じている)。広瀬と宇野とはお互い全国に行くことを約束したいわば戦友のような関係だが、広瀬がトラバサミで負傷した際はあいつから野球を取ったらなにが残るんだと彼の悔しさを理解する場面もある。ちなみに朝晩毎日ランニングをするのが日課。
広瀬 達也（ひろせ たつや）
声 - 野上翔
お調子者の野球部エース。口癖は「エース様に任せておけ！」。不注意で左腕をトラバサミに挟まれ負傷してしまう。その後は関に支えられながら移動しているが人形の幻覚のせいか、野球をしていると勘違いしてる場面がある。
宇野 巧（うの いさお）
声 - 鈴木崚汰
無口な柔道部員。彼女がおりその彼女は長楽寺縁、途中捕まっていたフライドチキンおじさん(金留さん)を誤って開放してしまったが、一本背負いで撃退する。
193体目にて村人と勘違いした長楽寺に刀でお腹を刺され致命傷を負い、園村と長楽寺の2人にトンネルに向かうように伝え息絶える。

#### 6班
郷ノ川家に宿泊。
風置 今日介（かざおき きょうすけ）
常にマスクを着用している。根暗な性格で口には出さないがかなりの毒舌。6班のメンバーにはいじめられていたこともあって学校にはあまり行っておらず、農村体験もサボるつもりだったが、高取からの連絡を受けた父親に強引に参加させられる。そのこともあって農村体験を楽しみにしていたクラスの他のメンバーとは違い、憂鬱そうにしていた。
4人と共にひいな様のいる蔵に近づき死体を見た4人と共にお寺で火事に見せかけ殺されそうになるも間一髪のところで脱出する。その後は野々宮と長壁と行動を共にする。星を見て方角を判断するなど、天文に関する知識を持っている。村人に裏切られた経験から村人に対する警戒心が異常であり、宵子に対しても信用ならないと言って、石上と喧嘩になっている。
若林 陸（わかばやし りく）
風置曰く、「パイナップルの擬人化」。120体目で風置を脅して(時には暴力を振るって)金を巻き上げるいじめを行っていたことが語られた。
死体を見たため和尚の手により他の3人と共に焼殺される。
後藤 星花（ごとう せいか）
風置曰く、「メイクも胸も盛りすぎ」。120体目で若林が風置を脅して金を巻き上げる様子を笑って見ていたことが語られた。
死体を見たため和尚の手により他の3人と共に焼殺される。
二井見 現（にいみ りあ）
風置曰く、「カラコンでかすぎ」。120体目で若林が風置を脅して金を巻き上げる様子を笑って見ていたことが語られた。
死体を見たため和尚の手により他の3人と共に焼殺される。
栗栖 シンゴ（くりす シンゴ）
風置曰く、「典型的ス○オ体質」。120体目で若林が風置を脅して金を巻き上げる様子を笑って見ていたことが語られたほか、風置の回想では若林を口車に乗せて彼から金を巻き上げるよう進言していた描写がある。
他の3人とは馬が合わないからと農村体験が終わった後風置に友達になろうと言い、火事の中逃げようとする風置に友達だから助けてと言うも彼からは日頃の行いもあって友達じゃないと言われて見捨てられ、そのまま他の3人と同じように焼死する。

### 関係者
高取 弓彦（たかとり ゆみひこ）
声 - 浅沼晋太郎
城南高校2年C組担任。帰り道の確認とタバコを買いに行く途中で人形峠トンネルの崩落に遭う。現代に帰還後熊ヶ谷と日野の3人で村の事件などを調べていく。
熊ヶ谷 晴美（くまがや はるみ）
オカルト雑誌『月刊オーパーツ』オネエ口調の編集長。坊主頭。高取の事を気に入っているそっち系らしき男。昔ひいな様の儀式を見たことがある。
日野 真由子（ひの まゆこ）
高取が手当てを受けた病院の看護師。高取と熊ヶ谷と行動を共にする。実は高取より年上。見づらいが、車の免許証の生年月日の欄には「昭和57年」らしき文字が確認できる。
穏土 （おんど）
人形師。下の名前は不明。老人。人形や伝承に詳しく、ひいな様のことは祖父から伝え聞いた。現在、明治時代に幸神村で起こった惨劇を知る唯一の人間である。

### 幸神村住民
支倉 宵子（はせくら よいこ）
声 - 花澤香菜
賢登、皐、春也ら3班のホームステイ先の兼業農家の娘。
第2部にて村人の中で唯一生き残ったことが判明。2016年の廃村になった幸神村で高取達を待っていたらしく生徒達を2006年の村から助けるのを手伝いたいと申し出る。
支倉 正造（はせくら しょうぞう）
声 - 財満健太
宵子の父。賢登の遺体を発見後、地震により電話が繋がらないため、警察を呼びに出掛けるが行方不明となる。
後にひいな様が入っていた場所で殺された姿で見つかる。
支倉 朝子（はせくら あさこ）
声 - 山田唯菜
宵子の母。夫の正造と共に警察を呼びに出掛けるが行方不明となる。
漆谷 花（うるしだに はな）
声 - 伊波杏樹
謎の日記を残し首吊り自殺した村人の女性。彼女の遺体と日記は雪見によって発見される。
金留 参太郎（かねどめ さんたろう）
声 - 近藤浩徳
人形様を守るために戦う老人だが、そのためなら手段は選ばない。ある理由で捕まっていたのを宇野によって解放されたが、その際に彼に襲いかかり一本背負いを食らう。
近衛家（このえけ）
8人家族。2班のホームステイ先。暴走状態になった園村と長楽寺に拘束され、水火土の殺害（実際は偽装）について問い詰められる。その際に人形をぞんざいに扱う園村に反抗的な態度を取った2人が殺害され、残る6人は監禁されて田中の見張りを付けられる。
住職（じゅうしょく）
声 - 上別府仁資
村を牛耳っている権力者と思わしき人物。蔵の死体を発見した6班(逃げた風置を除く)を和尚達に指示を出して焼死させるが、2班の園村により薙刀で首を切られ殺害される。

## 用語
幸神村（こうじんむら）
S県にある謎が多い村。人形の産地。10年前に土砂災害で滅びており皐以外の生存者はいなかったと思われたが、唯一村人の宵子も脱出していたことが2部で明らかになる。
主人公達が行った先の村は2006年の土砂災害が起こる前の村で土砂災害で滅びる寸前である。この事を知っているのは現在二班の遠野と水火土の2人のみ。
元々は荒神（ひいなさま）を祀る「荒神村」であったが、縁起を良くするために「幸」の字を当てられた。
人形様（ひいなさま）
奇妙な日本人形。お酒をかけると幻覚作用のある匂いを発しその匂いを嗅いだものは人形様の幻覚を見たり、いないはずの人が見えたりと狂ってしまう。全部で6体存在し、その全てを集めて儀式を行うことで願いが叶うとされている。明治時代に作られたことが判明。
ひいな神
普通の人形様とは違い目が６つ描かれており口元は不気味に割れ服を着ていない、和尚曰く長らく行方不明だった模様。城南高校の生徒が乗るバスに担任の高取と共に乗ってきていた。生徒と高取、バスの運転手には女性のインストラクターに見えていた。幸神村に大昔から伝わり、とある一族が守護してきたひいな様だったが、明治時代の惨劇の際に行方不明になり、その代わりとして6体のひいな様が作られた。
儀式
惨劇以前はひいな神に作物を奉納し、不吉から逃れるために祈るものだったが、惨劇以後はガラリと様相が変わった。現在は、6体のひいなさまを全て集めて贄と酒を捧げることで願いを叶えてもらう儀式となっている。
お地蔵様
幸神村を取り囲むように存在する6体のお地蔵様。その役割は幸神村を厄災から守ることではなく、荒神たるひいなさまを結界で幸神村に閉じ込め、周辺の村を守ること。10年前の土砂災害にていくつかが壊れ、結界が破綻した。

## 明治時代に起きた惨劇
太古より代々ひいな神を守ってきた一族がいた。
その者が村人からお供物を預かりひいな神に捧げることでひいな神が村を守ると信じられていた。
明治のある時、件（くだん）が生まれた。
件の予言する不吉な未来から逃れるため、村人は小豆を捧げた。
しかし、幸神村では長雨が続き、不作となった。
人々は飢え、餓死する者も多く出た。
奉納するための小豆も買えず、村人の不満はひいな神を守護する一族へと向かった。
一族に餓死した者は1人もなく、「ひいな神の加護を独り占めしている」との悪評が立った。
村人は怒りに震えて一族を惨殺し、ひいな神が祀られていたお堂を燃やした。
村人は最後まで殺さずにいた巫女の娘にひいな神の在り方を聞いたが娘はそれを知らず、そのまま惨殺された。
暴動の中でひいな神は行方不明となり、村人は6分割した娘の死体を贄として穏土家に新たなひいなさまの作成を依頼した。
ニ度とひいなさまが独占されないように6体のひいなさまが作られ、別々の家で管理されるようになった。
村人はこの事件を明るみにせず、当時の警察も近隣の村も幸神村を恐れてこの事件を隠蔽した。
当時を知る者は既にこの世に亡く、伝え聞く者ももはや1人だけである。

## ムービングコミック
キャスト
#登場人物を参照。
スタッフ
- 原作 - 方條ゆとり＋望月菓子 / COMICSMART INC
- 制作 - コミックスマート株式会社 / DMM.futureworks / ダブトゥーンスタジオ
- 監督・構成  - 森井ケンシロウ
- アニメーションプロデューサー - 福原慶匡 / 内海洋
- 音楽 - 栗原悠希
- 音響監督 - 長崎行男
- 音響制作 - エスターセブン
- 音響制作担当 - 森川潤子